# Rozenkransweg (Handel)

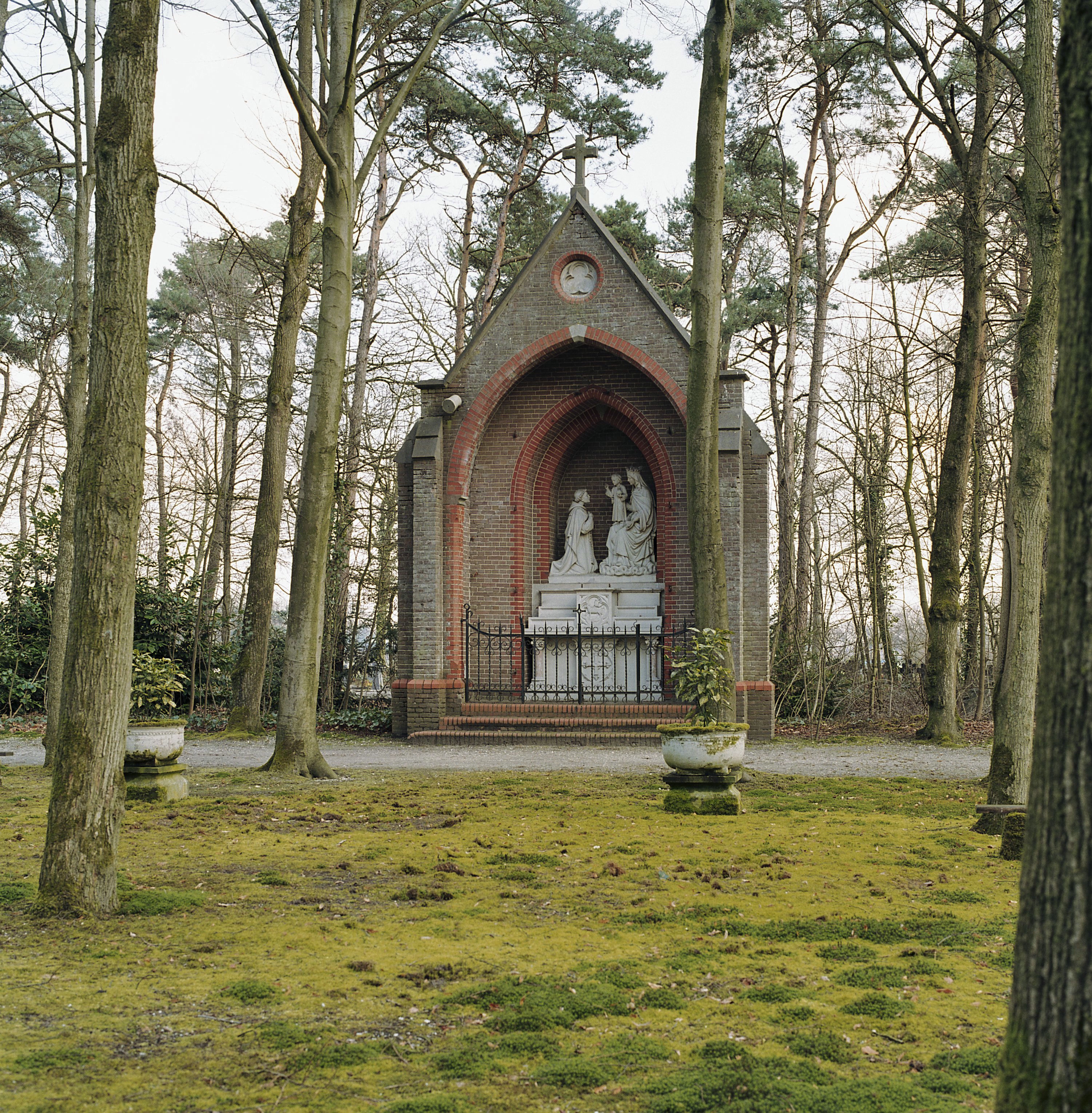
Benedictiekapel

De Rozenkransweg van Handel is een vroeg 20e-eeuwse pad met rozenkranskapellen in het processiepark achter de Onze-Lieve-Vrouw-Tenhemelopnemingskerk in de Nederlandse plaats Handel, in de provincie Noord-Brabant.

## Achtergrond
Rector Johannes van de Laarschot (1838-1916) nam in 1904 het initiatief voor de aanleg van een processiepark achter de kerk. In het park werden in de buitenring de Rozenkransweg en in de binnenring een slingerende Kruisweg aangelegd. Voor de Rozenkransweg werden tussen 1906 en 1910 vijftien neogotische kapellen geplaatst. De figuurvoorstellingen in de kapellen werden gemaakt in het atelier van J. Niclaus-Bouckaert in Gent. Ze verwijzen naar de geheimen van de rozenkrans; vijf blijde, vijf droevige en vijf glorievolle geheimen. Tot de blijde geheimen behoren de boodschap van Gabriël aan Maria en haar bezoek aan Elisabeth, tot de vijf glorievolle geheimen behoren voorstellingen van de tenhemelopneming van Maria en de kroning van Maria.
Ter gelegenheid van het zilveren jubileum van rector Van de Laarschot in 1908 werd hem de Benedictiekapel aangeboden. De kapel werd geplaatst te midden van de kapellen van de Rozenkransweg, maar een slag groter uitgevoerd. In de kapel staat een sculptuur van Maria met kind en een knielende Dominicus die een rozenkrans van Jezus ontvangt, gemaakt door J. Lenaerts uit Roermond.

## Beschrijving
De bakstenen kapellen van de Rozenkransweg zijn ongeveer twee meter hoog en 50 centimeter breed en geplaatst op een vierkante plattegrond. De kapellen hebben een overstek met windveer onder een met leien gedekt zadeldak met wolfeind. Een kruisbloem bekroont het dak. De kapellen hebben een spitsboognis aan de voorzijde, waardoor de circa 70 centimeter hoge figuurvoorstellingen zijn te zien. De onderzijde van de nissen is afgesloten met een smeedijzeren hek.
De Benedictiekapel is ongeveer drie meter hoog en een meter breed en steekt daarmee boven de rozenkranskapellen uit. Ook deze kapel is opgetrokken in baksteen onder een met leien gedekt zadeldak. In de hogere topgevel is een natuurstenen driepas aangebracht, de gevel wordt bekroond door een kruis. Aan de voorzijde is een kleine trap geplaatst. In de kapel staat een natuurstenen tabernakel, met aan de voorzijde in reliëf van het Lam Gods. Op de tabernakel is een voorstelling van drie figuren geplaatst: de geknielde Dominicus voor Maria met het op haar schoot staande kind Jezus.

## Foto's

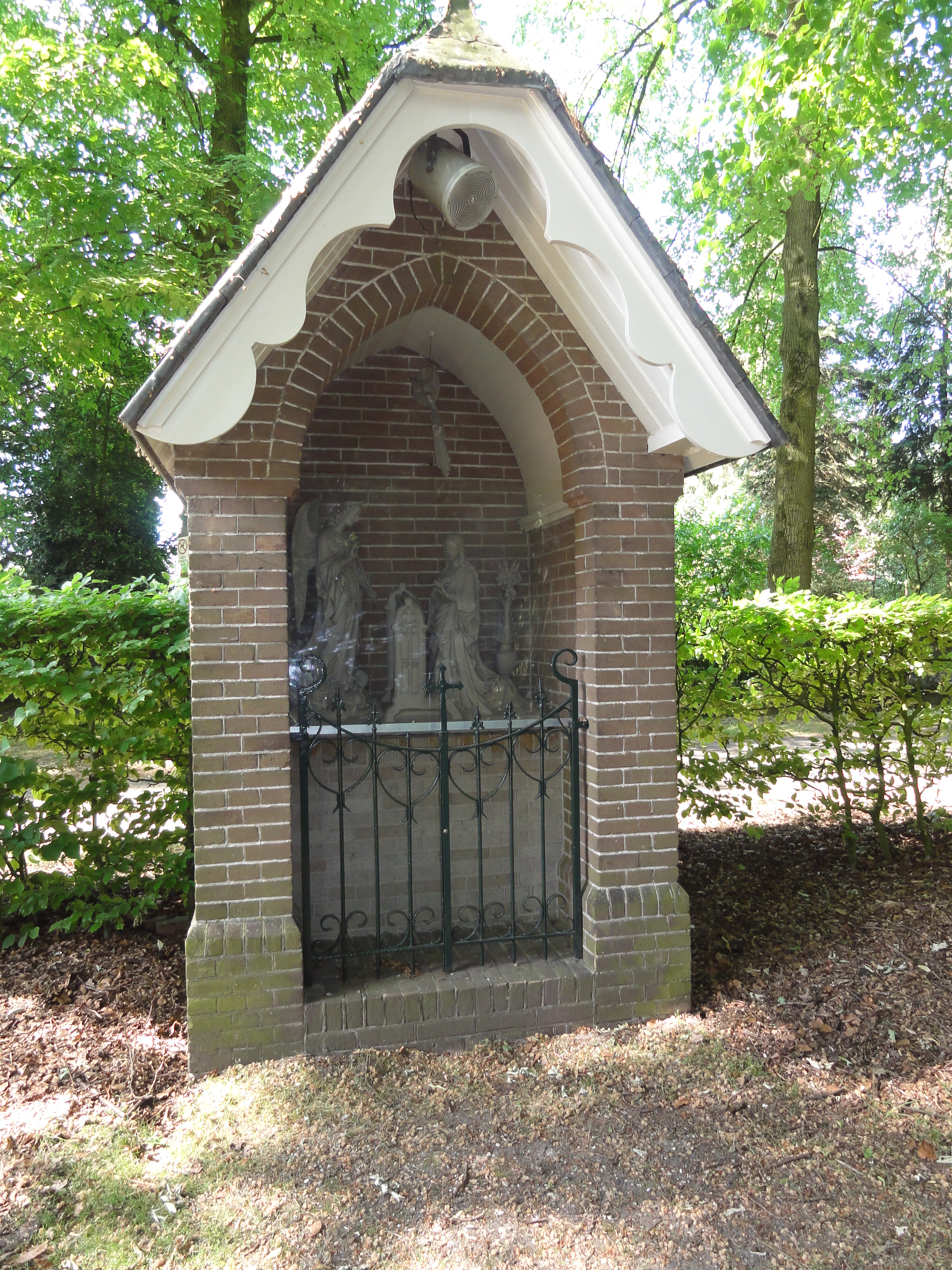
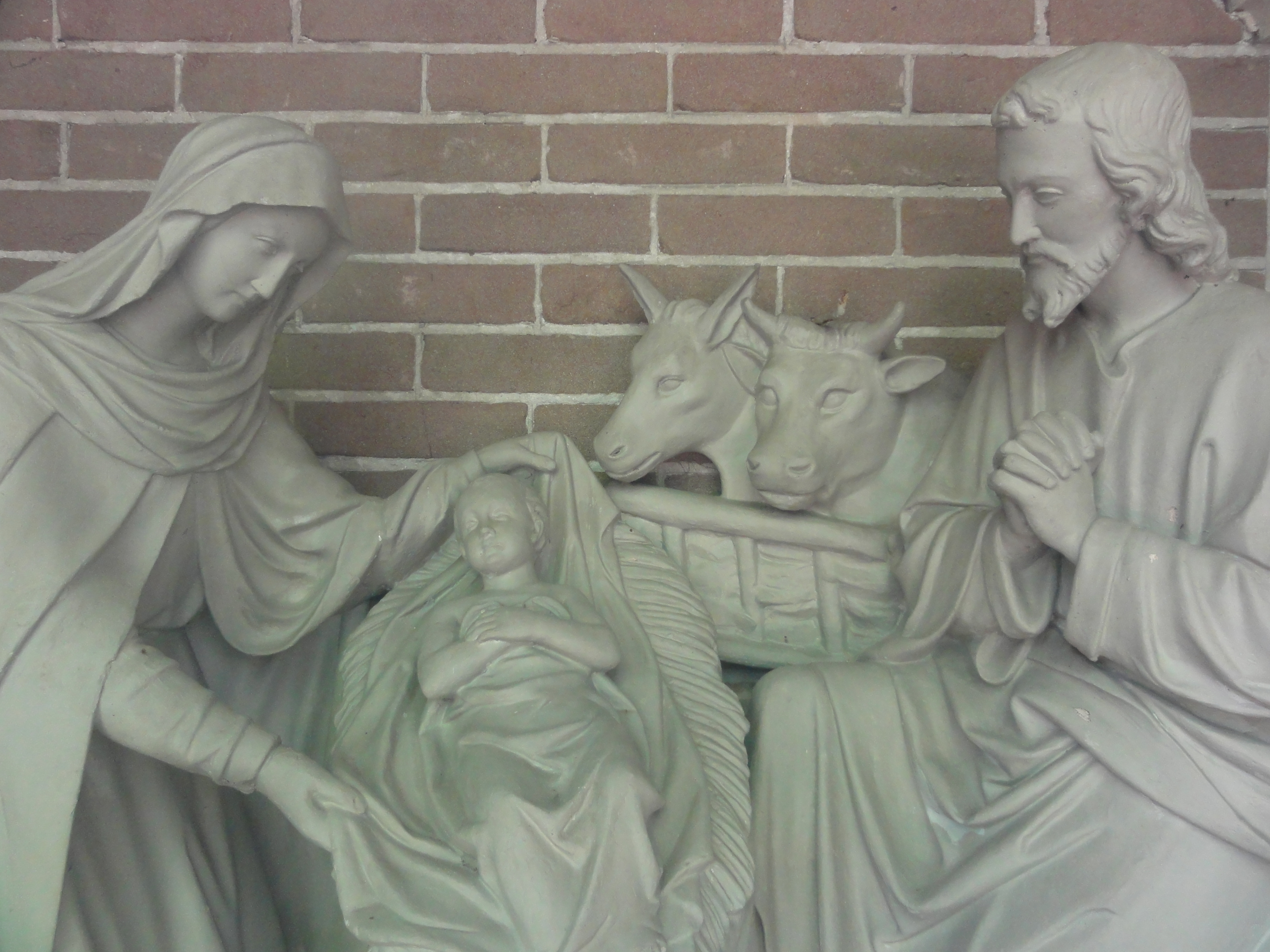
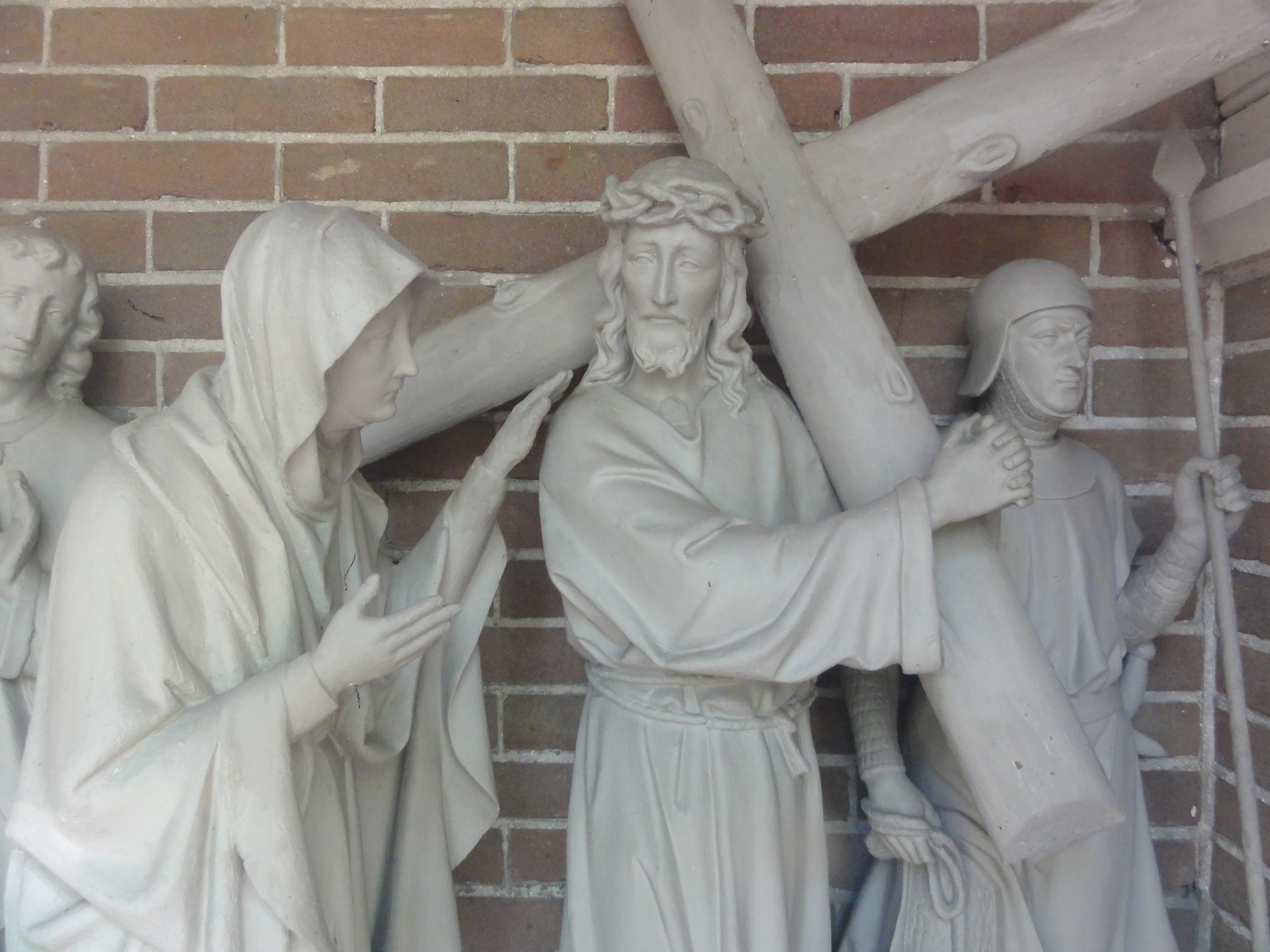
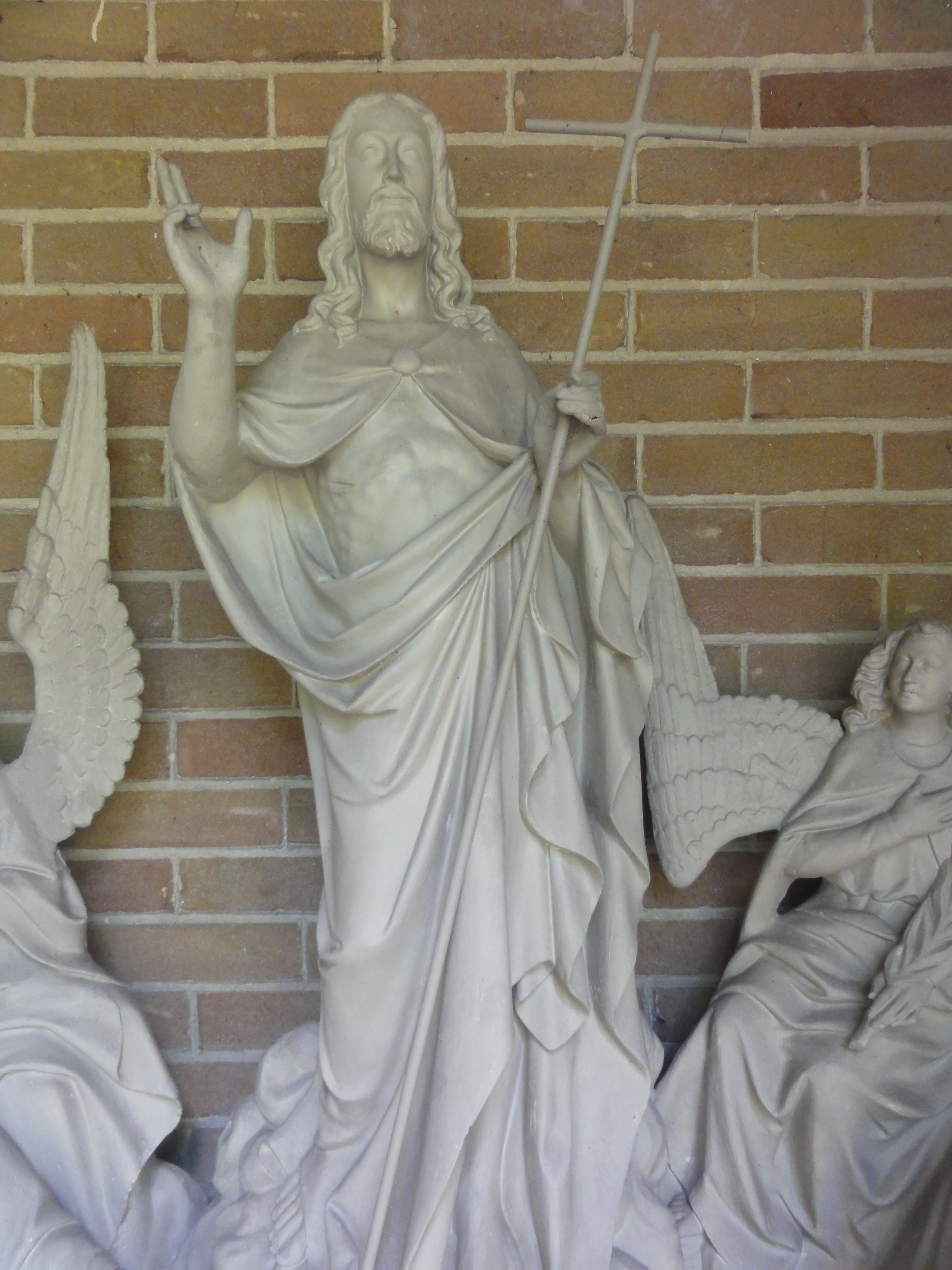
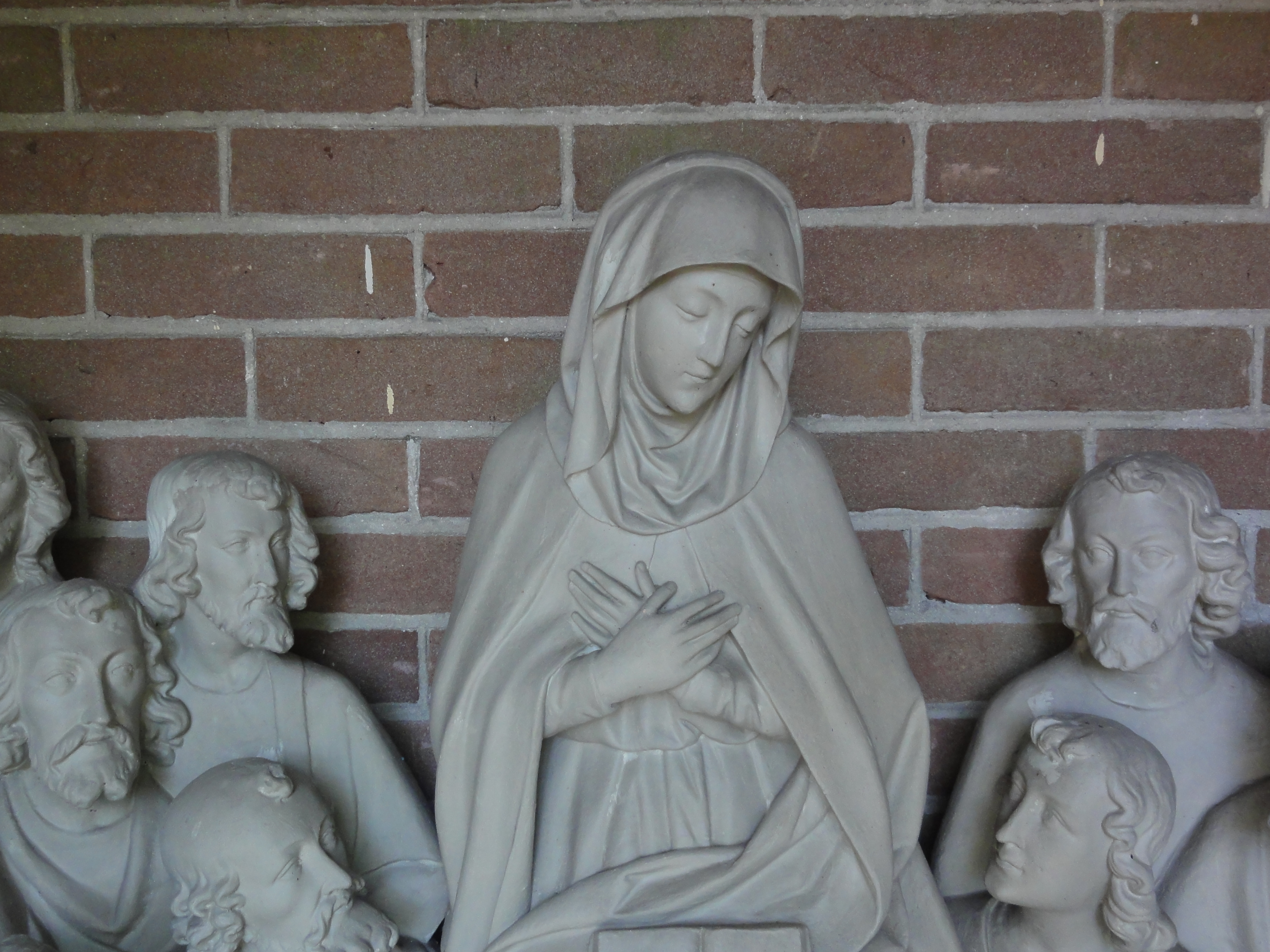
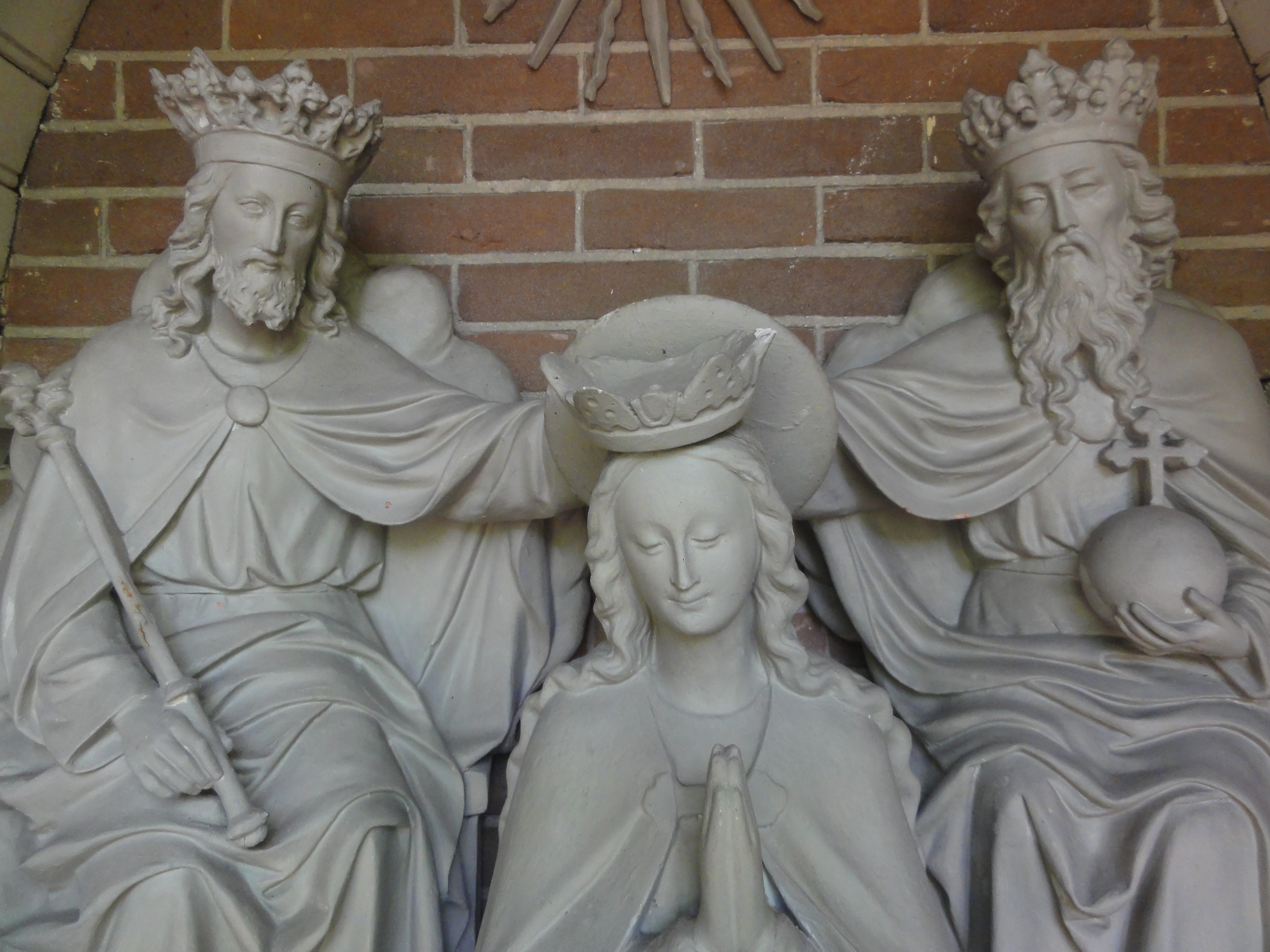

## Waardering
De Rozenkransweg en de Benedictiekapel werden in 2001 als rijksmonument in het Monumentenregister opgenomen. De Rozenkransweg heeft "cultuurhistorisch belang als uitdrukking van een geestelijke ontwikkeling en als toonbeeld van de Mariadevotie in Noord-Brabant. Daarnaast is het object van typologisch belang als onderdeel van een processiepark uit de vroege twintigste eeuw. Het park heeft architectuurhistorische waarden als voorbeeld van een parkaanleg met monumenten in diverse stijlen. Het heeft ensemblewaarden vanwege de situering en de samenhang met het kerkgebouw en de relatie met de ontwikkeling van Handel als bedevaartsoord en kloosternederzetting."
Andere rijksmonumenten in het processiepark-complex zijn
- het processiepark-complex en de aanleg daarvan
- de Kruisweg en de sculptuur van Jezus in de Hof van Olijven
- het Heilig putje
- het reliëf van de bruiloft in Kana